# Brendan Parsons (7e comte de Rosse)
William Clere Leonard Brendan Parsons, 7e comte de Rosse (souvent connu simplement sous le nom de Brendan Rosse né le 21 octobre 1936), est un pair irlandais. Il est également 10e baronnet Parsons, du château de Birr.

## Biographie

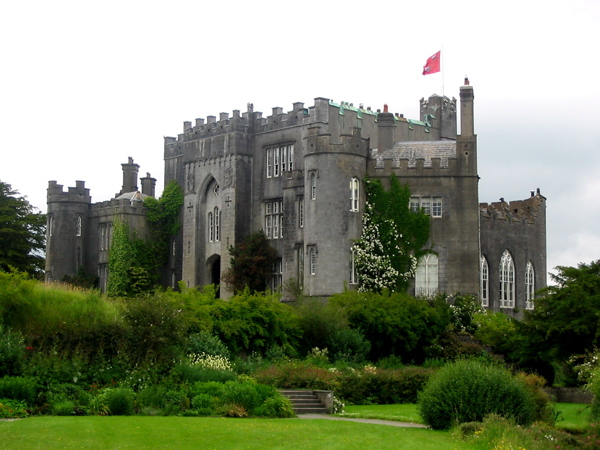
Château de Birr, comté d'Offaly, siège des comtes de Rosse

Brendan Rosse est le fils aîné de Michael Parsons (6e comte de Rosse), et d'Anne Messel, mère d'Antony Armstrong-Jones, par un mariage antérieur. Il fait ses études au Collège d'Eton, Aiglon College, Université de Grenoble et Christ Church, Oxford. Il est officier dans les gardes irlandais de 1955 à 1957 et travaille pour les Nations Unies de 1963 à 1980. Il succède à son père en 1979. Il vit au château de Birr, dans le comté d'Offaly. De sa naissance jusqu'à ce qu'il accède au comté en 1979, il est connu sous le nom de Lord Oxmantown.
De 1979 à 2007, Lord et Lady Rosse ouvrent leurs archives à l'Irish Manuscripts Commission, pour permettre la production, pour la première fois, d'un inventaire complet des Rosse Papers en 2008. Les archives sont conservées au Château de Birr. Le calendrier est d'une grande valeur pour les chercheurs qui explorent l'histoire de la famille Parsons, la colonie anglaise des Midlands irlandais au XVIIe siècle, les guerres Williamite, le nationalisme irlandais au début, la Royal Navy au XVIIIe siècle, la science du XIXe siècle et l'astronomie et le sort de l'aristocratie irlandaise au début du XXe siècle.
Lord Rosse est apparu dans Great British Railway Journeys et dans un épisode de Lords & Ladles axé sur le château de Birr. Son épouse, Alison Parsons, comtesse de Rosse, et ses enfants Lady Alicia Clements et Michael Parsons, ont également figuré dans les prises de vues.

## Mariage et enfants
Il épouse Alison Margaret Cooke-Hurle, fille du major John Davey Cooke-Hurle et de Margaret Louisa Watson, le 15 octobre 1966 . Ils ont trois enfants:
- Lawrence Patrick Parsons, Lord Oxmantown (né le 31 mars 1969)
- Alicia Parsons (née en 1971), filleule de la princesse Margaret ; épouse Nathaniel Clements en 2007
- Michael Parsons (né le 9 novembre 1981)